# Titularbistum Nova Caesaris
Nova Caesaris (ital.: Nova di Cesare; zu deutsch „Neugründung Caesars“) ist ein Titularbistum der römisch-katholischen Kirche.
Die in Nordafrika gelegene Stadt war ein alter römischer Bischofssitz, der im 7. Jahrhundert mit der islamischen Expansion unterging. Er lag in der römischen Provinz Numidien.
| Titularbischöfe von Nova Caesaris |                                               |                                                      |                   |                 |
| Nr.                               | Name                                          | Amt                                                  | von               | bis             |
| 1                                 | Gerardo Humberto Flores Reyes                 | Weihbischof in Quetzaltenango, Los Altos (Guatemala) | 26. Juli 1966     | 7. Oktober 1977 |
| 2                                 | Angelo Sodano Titularerzbischof pro hac vice  | Apostolischer Nuntius (Italien)                      | 30. November 1977 | 28. Juni 1991   |
| 3                                 | Rino Passigato Titularerzbischof pro hac vice | Apostolischer Nuntius (Italien)                      | 16. Dezember 1991 |                 |